# 熊野地站
33°43′21″N 136°00′15″E / 33.72237649794751°N 136.0041332244873°E
熊野地站（日语：／ Yurauchi eki */?）是位於和歌山縣新宮市新宮，日本國有鐵道紀勢本線貨物支線的貨運車站（廢站）。

## 概要
曾經在熊野川（新宮川）流域上會出產原木。隨後會把原木組裝為木筏，木筏師傅駕駛木筏沿河流運送至熊野川的河口新宮。而從奈良縣吉野郡天川村以南出產的原木都會集結在新宮，因此新宮以木材而繁榮。在明治時代，於熊野川河口的右岸（靠近新宮市一方）曾經進行深入挖掘，設置了水上貯木場。使水面填滿了原木，在貯木場周邊集結了木材批發商和鋸木廠。
當時，由於熊野川河口被河口沙洲堵塞，使較大型的船隻不能停泊新宮，對運送原木和木材造成障礙。因此在明治時代的木材商人計劃建設鐵路，連接新宮和天然良港勝浦，以便運送原木和木材。在幾經波捨後建立新宮鐵道。新宮鐵道在貯木場前開設熊野地站，當初該站用作裝載原木和木材。
關於來自勝浦方向的新宮鐵道走線，是從勝浦來往新宮的東邊，隨後在熊野地站附近轉向西邊，到達終點（起點）新宮站。當時的新宮站路軌是東西走向（現時「新宮站前」路口的東邊道路便是路軌遺址。）。
後來在1934年，新宮鐵道被國家收購，鐵路線便繼續向新宮以北延長。當時在新宮站繼續延長時，需要繼續向西邊延伸，但是這樣便會進入舊城區。因此若果繼續把鐵路線延伸，新宮站的走向便需要改為南北方向。在1938年，新宮站遷移現地，來自勝浦方向的列車不再途經熊野地站前往新・新宮站。途經熊野地站的舊線被廢除，同時建設連接新・新宮站至熊野地站之間的貨物支線。使熊野地站從原本在本線上的車站，變為貨物支線（盲腸線）的終點站。
在第二次世界大戰後，新宮川上開始建設一些水壩，使不再可以使用木筏運送木材。在1964年前轉為使用貨車運送木材。於熊野川河口的水上貯木場的使命完結。在1967年被填海（變為了新宮市曙地區）。水上貯木場遺址部分變為陸上貯木場（新宮原木市場）。
在1982年，作為日本國鐵合理化的一環，熊野地站被廢除。現時新宮站至熊野地站之間的支線變為道路。
在熊野地站設有引込線連接王子製紙熊野事業所。該事業所於2000年關閉。遺址一角建設了「王子製紙紀念公園」。

## 歷史
- 1913年（大正2年）3月1日 - 新宮鐵道（日语：新宮鉄道）三輪崎站至新宮站之間開通，此站啟用[1][2]。
- 1934年（昭和 9年）7月1日 - 新宮鐵道被國有化，成為紀勢中線的車站[1]。
- 1938年（昭和13年）5月20日 - 三輪崎站至新宮站之間的新線開通。三輪崎站至此站之間(4.4公里)被廢除[1]。停止客運和行李服務，變為貨運車站[2]。
- 1940年（昭和15年）8月8日 - 路線名稱改為紀勢西線[1]。
- 1942年（昭和17年）4月1日 - 再次開始處理行李[2]。
- 1959年（昭和34年）7月15日 - 路線名稱改為紀勢本線[1]。
- 1974年（昭和49年）10月1日 - 再次不再處理行李[2]。
- 1982年（昭和57年）11月15日 - 車站被廢除[1][2]。

## 相鄰車站
日本國有鐵道
紀勢本線（貨物支線）
新宮－熊野地（－廣角－三輪崎）

## 注腳
1. 1 2 3 4 5 6  曽根悟（監修）. 朝日新聞出版分冊百科編集部 , 编. . 週刊朝日百科. 25号 紀勢本線・参宮線・名松線. 朝日新聞出版. 2010-01-10: 9,18–21 （日语）.
2. 1 2 3 4 5  石野哲（編集人）. . JTB. 1998-09-15: 382–383 （日语）.